# Офидиофобия
Офиофобия (от гръцки „ophis“ (ὄφις) - змия, и „phobia“ (φοβία) - страх) е особен вид фобия - ирационален страх от змии. Понякога тя се нарича с по-общ термин - херпетофобия, страх от влечуги.

## Изследвания
Около една трета от възрастните хора страдат от офидиофобия, което я прави най-често срещаната фобия.
В „Наръчник за емоциите“ (1993 г.) психологът Арне Оман изследва свързването на безусловен стимул с еволюционно релевантни неутрални стимули, предизвикващи страх (змии и паяци), с еволюционно нерелевантни неутрални стимули, предизвикващи страх (гъби, цветя, физическо представяне на многостени, огнестрелни оръжия), и електрически контакти) върху човешки субекти и установява, че офидиофобията и арахнофобията изискват само едно свързване, за да се развие условна реакция, докато микофобията, антофобията, фобиите от физически изображения на многостени, огнестрелни оръжия и електрически контакти изискват множество свързвания и изчезват без продължаване на обуславянето, докато условните офидиофобия и арахнофобия са постоянни. По подобен начин психолозите Сюзън Минека, Ричард Кир и Веда Прайс установяват, че отгледаните в лаборатория макаци резус не проявяват страх, ако им се наложи да протегнат ръка през играчка змия, за да получат банан, освен ако на макака не се покаже видеоклип на друг макак, който се отдръпва уплашено от играчката (което предизвиква постоянна реакция на страх), докато показването на подобен видеоклип на друг макак, който проявява страх от цвете, не предизвиква подобна реакция.

Психологът Пол Екман цитира следния анекдот, разказан от Чарлз Дарвин в „Изразяването на емоциите при човека и животните“ (1872 г.) във връзка с изследванията на Екман:
Поставих лицето си близо до дебелата стъклена плоча пред една змия в Зоологическата градина с твърдото намерение да не се отдръпна, ако змията ме удари; но щом ударът беше нанесен, решимостта ми отиде на вятъра и аз отскочих един-два метра назад с изумителна бързина. Волята и разумът ми бяха безсилни пред представата за опасност, която никога не бях изпитвал.
Психиатърът Рандолф М. Нес отбелязва, че макар и да е възможна условна реакция на страх към еволюционно нови опасни обекти като електрически контакти, обуславянето е по-бавно, тъй като подобни сигнали нямат предварително изградена връзка със страха, като отбелязва още, че въпреки подчертаването на рисковете от превишена скорост и шофиране в нетрезво състояние в обучението на шофьори, само по себе си то не осигурява надеждна защита срещу пътни сблъсъци и че почти една четвърт от всички смъртни случаи през 2014 г. на хора на възраст между 15 и 24 години в САЩ са при пътни сблъсъци. Освен това Нес, психиатърът Айзък Маркс и еволюционният биолог Джордж К. Уилямс отбелязват, че хората със системно недостатъчни реакции към различни адаптивни фобии (напр. офидиофобия, арахнофобия, базофобия) са по-непредпазливи в темперамента и по-често попадат в потенциално фатални инциденти, и предлагат такива недостатъчни фобии да бъдат класифицирани като „хипофобия“ поради себичните им генетични последици.
Проучване от 2001 г., проведено в Каролинския (Кралския) институт в Швеция, показва, че бозайниците може да имат вродена негативна реакция към змии (и паяци), която е жизненоважна за оцеляването им, тъй като позволява незабавното разпознаване на такива заплахи. Доклад от 2009 г. за 40-годишна изследователска програма показва силна обусловеност на страха от змии при хората и бърза несъзнателна обработка на изображения на змии; те се осъществяват чрез мрежа на страха в човешкия мозък, включваща амигдалата. Проучване от 2013 г. представя невробиологични доказателства при примати (макаци) за естествен отбор за бързо разпознаване на змии.